# Resolutie 1509 Veiligheidsraad Verenigde Naties
Resolutie 1509 van de Veiligheidsraad van de Verenigde Naties werd unaniem door de VN-Veiligheidsraad aangenomen op 19 september 2003. Met deze resolutie besliste de Veiligheidsraad de vredesmissie in Liberia op te richten.

## Achtergrond
Na de hoogtijdagen onder het decennialange bestuur van William Tubman, die in 1971 overleed, greep Samuel Doe de macht. Diens dictatoriale regime ontwrichtte de economie en er ontstonden rebellengroepen tegen zijn bewind, waaronder die van de latere president Charles Taylor. In 1989 leidde de situatie tot een burgeroorlog waarin de president vermoord werd. De oorlog bleef nog doorgaan tot 1996. Bij de verkiezingen in 1997 werd Charles Taylor verkozen en in 1999 ontstond opnieuw een burgeroorlog toen hem vijandige rebellengroepen delen van het land overnamen. Pas in 2003 kwam er een staakt-het-vuren en werden VN-troepen gestuurd. Taylor ging in ballingschap en de regering van zijn opvolger werd al snel vervangen door een overgangsregering. In 2005 volgden opnieuw verkiezingen, waarna Ellen Johnson-Sirleaf de nieuwe president werd.

## Inhoud

### Waarnemingen
De Veiligheidsraad was bezorgd om de gevolgen van het conflict in Liberia voor de bevolking en benadrukte
dat dringend humanitaire hulp nodig was. Ze betreurde ook alle mensenrechtenschendingen tegen die
bevolking, waaronder seksueel geweld tegen vrouwen en kinderen. Zodra de overgangsregering in het land
was opgericht moest die zorgen voor de bescherming van de mensenrechten en de rechtsstaat. Verder was men
bezorgd om het gebruik van kindsoldaten.
Op 27 augustus was een vredesakkoord bereikt tussen de rebellen, politieke partijen en leiders.
Op 11 augustus was al voormalig president Charles Taylor vertrokken.
Intussen was ook de ECOMIL-vredesmacht van de ECOWAS
in het land actief. Die moest op termijn opgevolgd worden door een VN-vredesmacht.

### Handelingen
De Veiligheidsraad besliste de VN-Missie in Liberia "UNMIL" op te richten
voor een periode van twaalf maanden. De secretaris-generaal werd
gevraagd de bevoegdheden van de ECOMIL-macht op 1 oktober over te dragen aan UNMIL. Die zou bestaan uit
15.000 manschappen, waaronder 250 militaire waarnemers, 160 stafofficieren en 1115 politieagenten.
UNMIL kreeg als mandaat de uitvoering van het staakt-het-vurenakkoord uit juni te ondersteunen, door toe
te zien op het staakt-het-vuren en schendingen ervan te onderzoeken. Ook moest ze mee kantonnementplaatsen
opzetten, deze beveiligen en toezien op de kantonnering van troepen van alle partijen. Liefst binnen de 30
dagen moest ook een programma voor de ontwapening, demobilisatie, herintegratie en repatriatie van alle
gewapende partijen op poten worden gezet. Verder moest UNMIL wapens inzamelen en vernietigen, belangrijke
overheidsinstallaties als havens en luchthavens beveiligen, VN-personeel beschermen, meewerken aan
de mensenrechten, Liberia helpen met de hervorming van haar politie en leger en het herstel van het overheidsgezag in heel het land.

## Verwante resoluties
- Resolutie 1478 Veiligheidsraad Verenigde Naties
- Resolutie 1497 Veiligheidsraad Verenigde Naties
- Resolutie 1521 Veiligheidsraad Verenigde Naties
- Resolutie 1532 Veiligheidsraad Verenigde Naties (2004)

Lijst ·  1455 ·  1456 ·  1457 ·  1458 ·  1459 ·  1460 ·  1461 ·  1462 ·  1463 ·  1464 ·  1465 ·  1466 ·  1467 ·  1468 ·  1469 ·  1470 ·  1471 ·  1472 ·  1473 ·  1474 ·  1475 ·  1476 ·  1477 ·  1478 ·  1479 ·  1480 ·  1481 ·  1482 ·  1483 ·  1484 ·  1485 ·  1486 ·  1487 ·  1488 ·  1489 ·  1490 ·  1491 ·  1492 ·  1493 ·  1494 ·  1495 ·  1496 ·  1497 ·  1498 ·  1499 ·  1500 ·  1501 ·  1502 ·  1503 ·  1504 ·  1505 ·  1506 ·  1507 ·  1508 ·  1509 ·  1510 ·  1511 ·  1512 ·  1513 ·  1514 ·  1515 ·  1516 ·  1517 ·  1518 ·  1519 ·  1520 ·  1521